# Canals, Tarn-et-Garonne
Canals là một xã của tỉnh Tarn-et-Garonne, thuộc vùng Occitanie, miền nam nước Pháp.

## Di tích

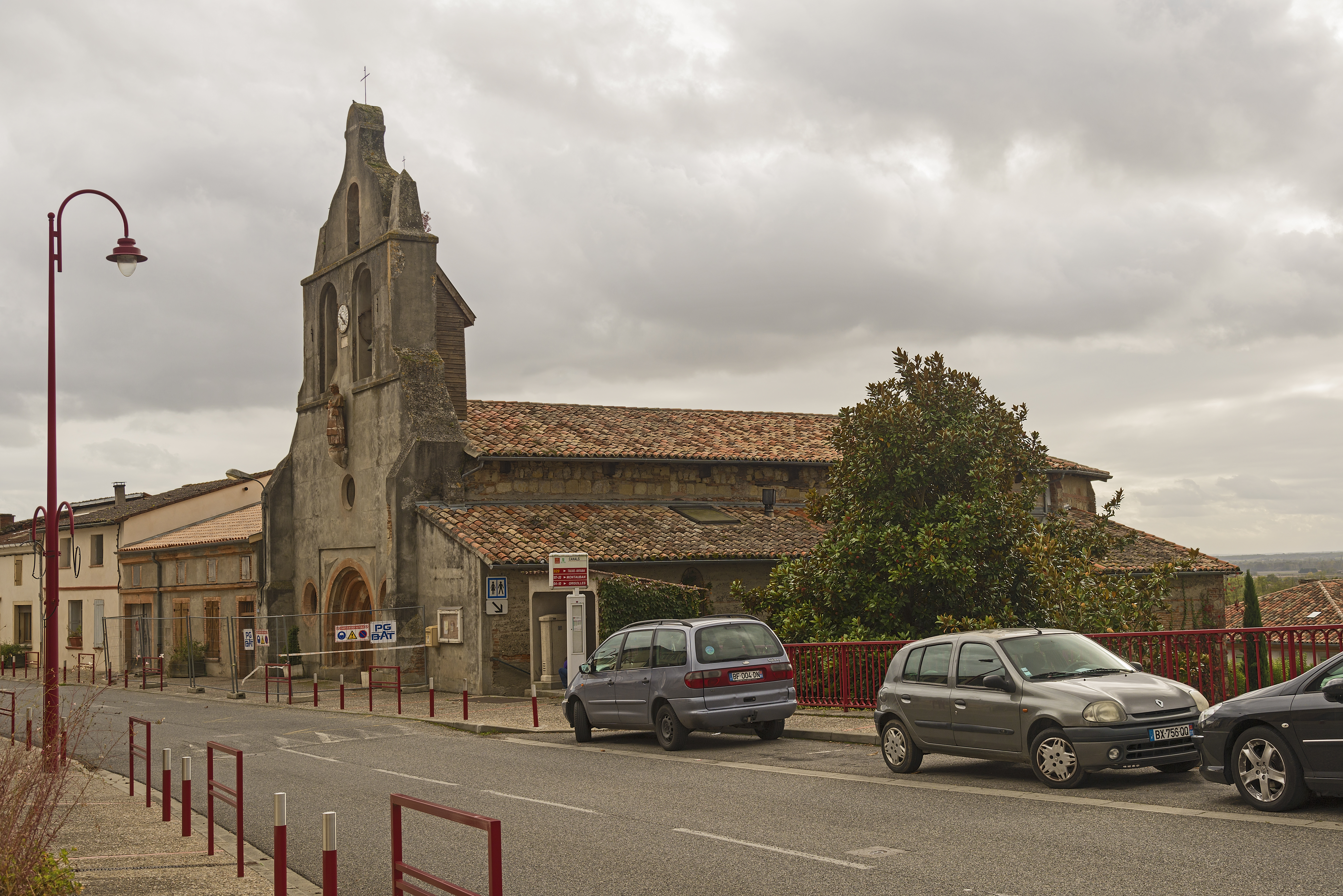
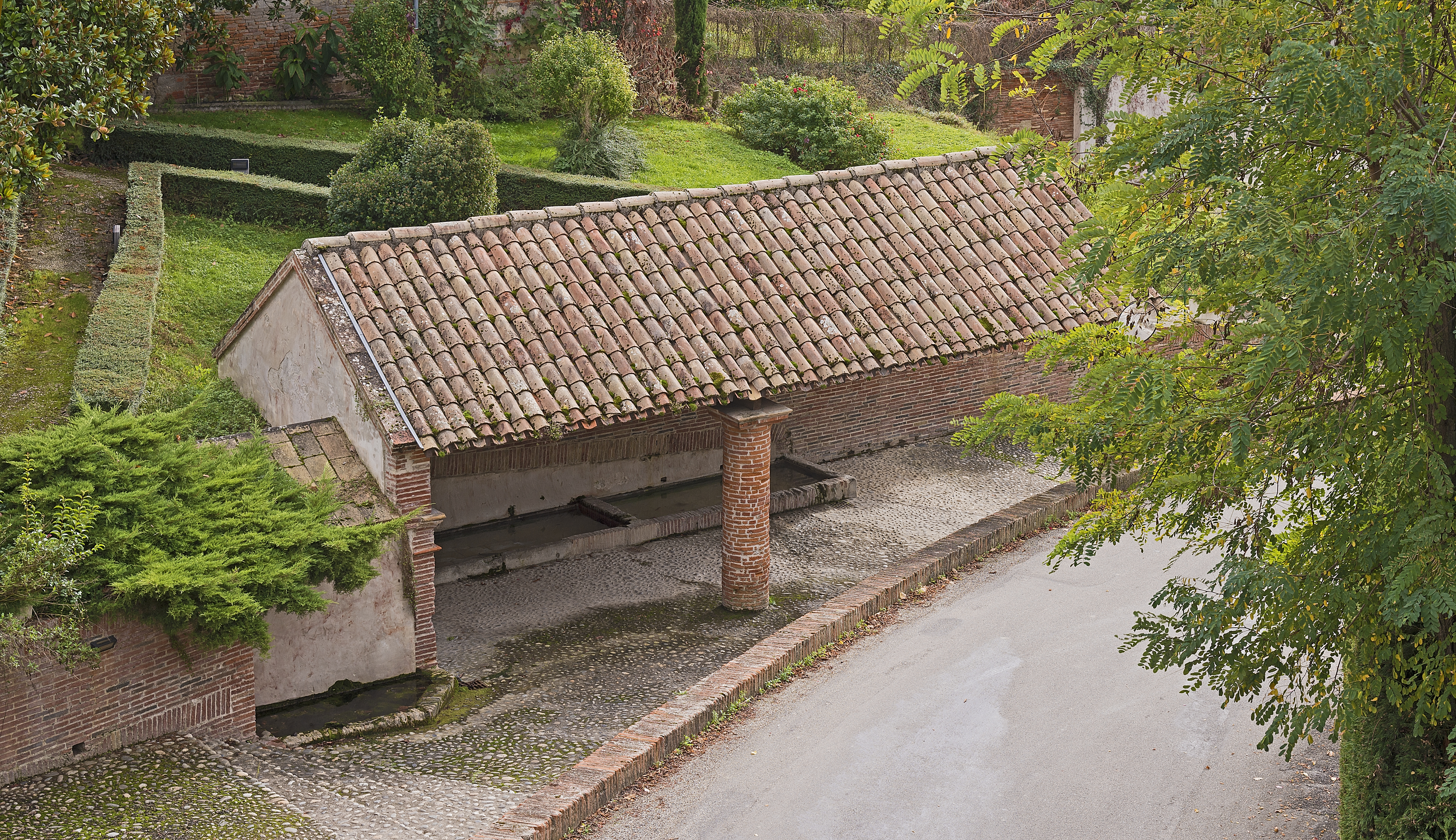